# مارپیچ قیمت-دستمزد

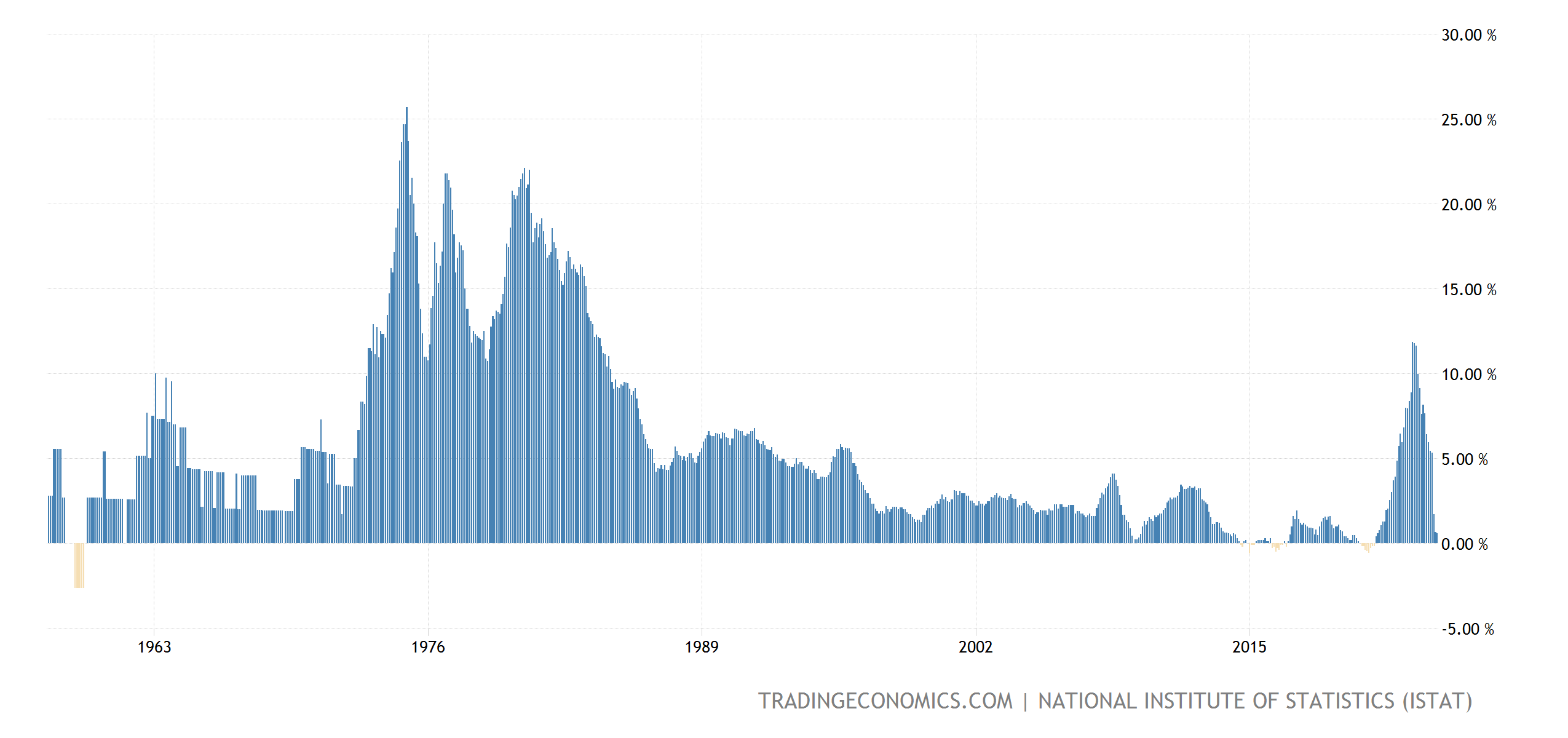
تورم ایتالیا (1962 - فوریه 2022)

مارپیچ  قیمت-دستمزد، (به انگلیسی: Wage-price Spiral) یکی از تئوری‌های اقتصاد کلان است، که بیان کننده رابطه، علت و معلول دستمزد و سطح عمومی قیمت‌ها یا تورم است. مارپیچ قیمت-دستمزد حاکی از این حقیقت است، که در پی افزایش حقوق کارمندان، مبلغ مانده قابل هزینه آنها را افزایش داده و در نتیجه تقاضای اجناس افزایش می‌یابد. در پی افزایش تقاضا، قیمت اجناس افزایش یافته و در نتیجه شاهد تورم در جامعه خواهیم بود. از طرفی افزایش حقوق باعث افزایش هزینه‌های تولیدی بوده و شرکت‌ها ناچار خواهند بود، تا قیمت اجناس تولیدی خود را افزایش دهند.